# Józef Greń
Józef Greń (ur. 12 lutego 1900 w Ustroniu, zm. ?) – kapral Wojska Polskiego, kawaler Orderu Virtuti Militari.

## Życiorys
Urodził się 12 lutego 1900 w Ustroniu, w ówczesnym księstwie cieszyńskim, w rodzinie Pawła i Anny.
W czasie wojny z bolszewikami walczył w szeregach 10 Pułku Piechoty.

## Ordery i odznaczenia
- Krzyż Srebrny Orderu Wojskowego Virtuti Militari nr 2367 – 18 kwietnia 1921[3][4][5][1][6]